# Hiroki Kishida
Hiroki Kishida (født 7. juni 1981) er en tidligere japansk fodboldspiller.
Han har spillet for flere forskellige klubber i sin karriere, herunder Vissel Kobe og Fagiano Okayama.